# Alectrurus
Alectrurus é um género de ave da família dos tiranídeos. São nativas de campos do sudeste da América do Sul. Duas espécies são reconhecidas dentro deste género.

## Espécies
Este género contém as seguintes espécies:
| Imagem | Nome científico             | Nome comum       | Distribuição                          |
| ------ | --------------------------- | ---------------- | ------------------------------------- |
|        | Alectrurus tricolor (macho) | Galito           | Argentina, Bolívia, Brasil e Paraguai |
|        | Alectrurus risora (macho)   | Tesoura-do-campo | Argentina, Brasil, Paraguai e Uruguai |